# Damian McGinty
 (septembre 2011).
Si vous disposez d'ouvrages ou d'articles de référence ou si vous connaissez des sites web de qualité traitant du thème abordé ici, merci de compléter l'article en donnant les références utiles à sa vérifiabilité et en les liant à la section « Notes et références ».
Damian McGinty, de son nom complet Damian Joseph McGinty Jr., est un chanteur et acteur irlandais né le 9 septembre 1992 à Derry en Irlande du Nord.
Membre du groupe Celtic Thunder, il devient le 21 août 2011 l'un des gagnants de The Glee Project, une émission de télévision diffusée sur la chaîne câblée Oxygen qui lui permet d'apparaitre dans 7 épisodes de la série Glee, mais son contrat se prolonge et il finira la saison 3.

## Biographie
Il gagne son premier concours de chant à 6 ans. En 2006, il remporte un nouveau concours qui lui permet de faire des apparitions lors de plusieurs manifestations, notamment lors d'un match de football pour l'équipe de Derry City. Il attire l'attention du producteur Sharon Browne et du directeur musical Phil Coulter à l'âge grâce à un CD enregistré pour une œuvre caritative, qui lui proposent le rôle de « l'adolescent » du groupe Celtic Thunder. Au cours des quatre années de leur collaboration, il enregistre plusieurs CD.
Damian est sélectionné en 2011 parmi 40 000 participants pour faire partie du The Glee Project, grâce à son audition sur MySpace où il interprète Lean on Me" de Bill Withers. Seul baryton-basse de la sélection, il devient le candidat préféré des organisateurs et remporte un rôle dans Glee avec un autre candidat, Samuel Larsen.
À la suite de sa victoire, il s'installe à Los Angeles avec Cameron Mitchell, son meilleur ami dans l'émission. Ils enregistrent un clip pour la chaîne Oxygen, où ils interprètent la chanson de Michael Bublé Haven't Met You Yet, ainsi qu'un rap de Damian Do You Know Whatta Mean ?  pour CDTV, une chaine vidéo créée par Damian et Cameron.
Damian apparaît dans Glee à partir de l'épisode 4 de la saison 3. Il joue le rôle de Rory Flanagan, un étudiant irlandais participant à un programme d'échange.

## Discographie

### Celtic Thunder
- Celtic Thunder (2008)
- Act Two (2008)
- Take Me Home (2009)
- It's Entertainment! (2010)
- Christmas (2010)
- Heritage (2011)
- Storm (2011)

### Glee
- Bein' Green (solo)
- Take Care of Yourself (solo)
- America avec Jenna Ushkowitz, Naya Rivera, Mark Salling et Harry Shum Jr
- I Can’t Go for That / You Make My Dreams Come True avec Cory Monteith, Dianna Agron, Jenna Ushkowitz et les New Directions
- Girls Just Wanna Have Fun  avec Cory Monteith et Kevin McHale
- Blue Christmas (solo)
- Moves Like Jagger / Jumping Jack Flash avec Kevin McHale et les garçons des New Directions
- Bamboleo / Hero avec Chord Overstreet et les garçons des New Directions
- Home (solo)
- What Makes You Beautiful avec les garçons des New Directions

et ainsi que toutes les chansons de groupe des New Directions